# Иванов, Альберт Иванович
Альберт Иванович Иванов (7 сентября 1931, Тапа, Ляэне-Вирумаа — 5 апреля 2000) — советский легкоатлет, специалист по бегу на длинные дистанции и марафону. Выступал на всесоюзном уровне в 1950-х годах, серебряный и бронзовый призёр чемпионатов СССР в марафонском беге, участник летних Олимпийских игр в Мельбурне, действующий рекордсмен России в беге на 25 000 метров. Представлял Москву и Вооружённые силы. Мастер спорта СССР (1955).

## Биография
Родился 7 сентября 1931 года в городе Тапа, Эстония.
Занимался лёгкой атлетикой в Москве, выступал за Вооружённые силы.
Впервые заявил о себе на всесоюзном уровне в сезоне 1953 года, когда финишировал четвёртым в беге на 10 000 метров на чемпионате СССР в Москве.
В 1955 году на соревнованиях в Москве установил рекорды СССР в беге на 25 000 метров (1:17.34,0) и часовом беге (19 595 м+); до настоящего времени первый из них остаётся действующим национальным рекордом России.
В 1956 году на чемпионате страны в рамках Первой летней Спартакиады народов СССР в Москве с результатом 2:21:52 стал серебряным призёром в программе марафона, уступив около двух секунд Ивану Филину из Сталиногорска. Благодаря череде удачных выступлений удостоился права защищать честь страны на летних Олимпийских играх в Мельбурне, но здесь в марафоне сошёл с дистанции.
В 1957 году с результатом 2:22:30 выиграл серебряную медаль в марафоне на VI Всемирном фестивале молодёжи и студентов в Москве, где его обошёл только титулованный югослав Франьо Михалич, и пробежал марафон за 2:22:00 на чемпионате СССР в Москве, взяв бронзу. Также в этом сезоне отметился выступлением на Кошицком марафоне — показал результат 2:27:22, расположившись в итоговом протоколе соревнований на пятой строке.
На чемпионате СССР 1958 года в Таллине был четвёртым в марафоне (2:23:39), позже на Международных военных играх в Лейпциге тоже стал четвёртым в зачёте марафона (2:28:08).
Умер 5 апреля 2000 года в возрасте 68 лет.